# هیدن رولستون
هیدن رولستون (اسپانیایی: Hayden Roulston‎؛ زادهٔ ۱۰ ژانویهٔ ۱۹۸۱) دوچرخه‌سوار اهل نیوزیلند است.
از باشگاه‌هایی که در آن رکاب زده‌است می‌توان به تیم دوچرخه‌سواری کوفیدیس، تیم دوچرخه‌سواری یو.اس. پوستال سرویس، تیم دوچرخه‌سواری یونایتدهلثکر، اچ‌تی‌سی-هایرود، و تیم ترک-سگافردو اشاره کرد.
وی در مسابقات کشوری و بین‌المللی در مجموع برندهٔ ۴ مدال نقره، ۲ مدال برنز شده‌است.